# دون غرين
دون غرين (بالإنجليزية: Don Green)‏ هو مدرب رياضي أمريكي، ولد في 1920، وتوفي في مارس 1995 في سيمي فالي في الولايات المتحدة.